# 归纳问题
归纳问题（英語：Problem of Induction）是一个经典的哲学问题，其怀疑先前的观察或经验对未观察或未经验的事物做出预测的合理性。从已观察到的事物（经验）推导至未观察到的事物的推论被称为归纳推理（Inductive Inferences，或称归纳法）。苏格兰哲学家大卫·休谟在其于1739年出版的著作《人性论》中首次提出了该问题。他认为不存在可以遵循的方式去证成归纳推理的任何结论，进而证明归纳推理是不受辩护的；同时他也提出一种实用主义的观点，即既便我们没有办法透过理性去证成这样的推理，但我们每个人仍然需要且必须做出且相信这种推理，亦即一种怀疑主义的哲学立场，与之相对的，法国哲学家笛卡尔在其同样被视为怀疑主义基本问题的邪恶天才论证中则得出了一种怀疑主义的哲学态度，即我们不应当也没有理由去相信那些可能被怀疑的信念或知识。1748年，休谟在其另外一部著作《人类理智研究》中的第四节又对该问题提出了一个较短版本的论证。
传统的归纳主义（Inductivism）观点认为，所有被声称的经验法则，不论其是透过日常生活亦或科学方法，都可以通过某种形式的推理来证明。问题在于，许多哲学家尝试证明这样的论述，但却并未受到其他哲学家的接受。英国知识论学家C.D.博德将归纳主义视为一种科学观点，并曾说过，归纳法是“科学的荣耀和哲学的丑闻”。与之相对的，著名科学哲学家卡尔·波普尔的批判理性主义主张，归纳证明从未在科学中使用过，而是提出科学是基于假设的猜测、演绎计算的程序性结果，然后通过经验尝试证伪这些假设的“程序”。

## 概述
在归纳推理中，我们透过对过往所作出的观察得以让我们对尚未做出的观察构建一种预期或预知。例如，当我们观察一块面包的表面时，我们可能会发现这块面包没有腐败且具有营养，这令我们认为下一块类似的面包也将同样展现没有腐败且具有营养的特质。同时，我们也会对这样面包的表象做出“这样的面包通常是没有腐败且具有营养”的断言。换言之，在归纳推理当中，我们可以从单独个体或对象的表象中推断出其可能存在某种适用所有与之类似对象或拥有同样表象对象的普遍法则。然而，大卫·休谟认为这样的普遍法则并不存在，因为其仍然需要假设过去作为前提，进而才能够预测未来
。
其次，这些观察本身并不能确立归纳推理的逻辑有效性，除非是通过归纳法来确立，即透过自我指涉（Self-reference）来自证，故产生循环论证。英国哲学家伯特兰·罗素在《哲学问题》中对此进行了说明：
Domestic animals expect food when they see the person who usually feeds them. We know that all these rather crude expectations of uniformity are liable to be misleading. The man who has fed the chicken every day throughout its life at last wrings its neck instead, showing that more refined views as to the uniformity of nature would have been useful to the chicken.
家养动物看到通常喂养它们的人时会期待食物。我们知道，所有这些相当粗糙的一致性预期都可能具有误导性。每天喂养鸡的那个人最后扭断了鸡的脖子，这表明如果鸡对自然一致性有更细致的看法会更有用。

## 归纳问题的滥觞与早期发展

### 皮浪主义
最为古老的有关归纳问题的论证可以在希腊怀疑主义与皮浪主义哲学家塞克斯图斯·恩丕里柯的著作中找到，他在文中对归纳推理的有效性首次提出了质疑：
我认为，放弃归纳法的方法也很简单。因为，当他们试图通过归纳法从个别事例确立普遍性时，他们将通过审视所有或一些个别事例来实现这一点。但如果他们审视的是一些个别事例，那么归纳法将是不可靠的，因为在归纳中遗漏的一些个别事例可能会违背普遍性；而如果他们要审视所有事例，他们将会进行不可能的劳作，因为个别事例是无限和不确定的。因此，我认为，无论基于哪种理由，归纳法的结果都是无效的。
在这段论述中，塞克斯图斯所关注到的前提与结论间的间隔与休谟对归纳推理中的循环论证存在关注点的不同。但是，有观点认为，尽管塞克斯图斯的方法看起来不同，休谟的方法实际上也类似于塞克斯图斯提出的另一种论证：
那些自称能判断真理的人必须拥有一个真理的标准。那么，这个标准要么未经审查就存在，要么已经被批准。但如果它未经审查，那它的可靠性从何而来？因为没有经过判断的争议事项是不可信的。而如果它已经被批准，那么批准它的那个标准又要么已经被批准，要么没有被批准，如此无限循环。
虽然这个论证可以同时适用于归纳问题与无限倒退问题，但塞克斯图斯的论证却是在某种程度上点明了休谟之后所论证的，归纳问题无法被辩护的核心逻辑问题，即自我指涉。

### 印度哲学
印度哲学中的物质主义和怀疑论学派——顺世论（Cārvāka）利用归纳问题指出了使用推理作为获得有效知识方式的缺陷。他们认为，由于推理需要中项和谓项之间的恒定联系，而由于没有办法确立这种恒定联系，推理作为有效知识手段的效用永远无法被确定。
9世纪的印度怀疑论者杰亚拉西·巴塔也对推理以及所有知识手段进行了攻击，并通过一种归谬法论证，表明从个别事例的观察中得出普遍关系是不可能的。

### 中世纪哲学
中世纪时期，部分神学哲学家，如阿布·哈米德·加札利和奥卡姆的威廉将这归纳问题与上帝的绝对力量联系起来，质疑当上帝随时可能奇迹般地导致相反情况时，我们如何能够确定世界将继续按预期运行。然而，邓斯·司各脱认为，从有限数量的个别事例推导出普遍概括的归纳推理是合理的，因为灵魂中有一个命题：“凡是由一个非自由的原因在许多实例中发生的事物，都是该原因的自然效应。”一些17世纪的耶稣会士辩称，尽管上帝可以在任何时候创造世界的终结，但这必然是一个罕见的事件，因此我们对它不会很快发生的信心在很大程度上是合理的。

## 休谟的归纳问题
大卫·休谟在《人类理智研究》中对归纳问题的论述从关于因果关系之间的概念分析这一部分开始，休谟认为人的心智由名为观念（ideas）的心灵实体（Mental Entities）所构成，而这些观念被我们以经验为基础进行了相互链接，故产生了一种观念与观念间，由我们所断言的观念关系。在涉及归纳推理时，休谟将这样的断言称之为统一性原则（Uniformity Principle）（有时也成为类比原则或关于自然的统一性原则）。休谟在此引入了他著名的“观念关系”和“事实关系”的区分。观念关系是可以通过演绎逻辑得出的命题，可以在几何学和代数学等领域找到。而事实关系则不是通过演绎逻辑的运作来验证的，而是通过经验来验证的。然而休谟论证到，这样的断言并没有任何其他的佐证，因为事实关系必须依赖于通过经验所建立的观念间的因果关系。但观念间的因果关系并不基于纯粹先验，而是需要通过依赖由经验所构筑的统一性原则的方法来建立。故，因为统一性原则没有办法受到理性的辩护，基于其必然是纯粹由经验所致的一种断言，进而归纳推理也无法受到辩护。
休谟在《人性论》中将他对归纳问题的介绍置于他对因果关系性质的更大讨论中。他写道，仅靠推理无法确立因果关系的基础。相反，人类心智在反复观察到两个对象之间的联系后将因果关系归因于现象。对休谟来说，建立因果关系的联系不仅仅依赖于推理，而是依赖于通过感官经验所观察到的“恒常结合”。从这一讨论出发，休谟在《人性论》中提出了他的归纳问题论述，他写道：“没有任何演绎论据可以证明，我们没有经验的那些实例与我们有经验的那些实例相似。”
因此，休谟将归纳作为归因的基础。一个单一的原因可能导致许多不同的结果。通过反复观察，人们建立了某些效果与某些原因之间的联系。然而，这些联系在未来与过去观察到的联系的相似性依赖于归纳。归纳使人能够得出效果{\displaystyle A2}是由原因{\displaystyle A2}引起的结论，因为过去反复观察到了效果{\displaystyle A1}和原因{\displaystyle A1}之间的联系。然而鉴于理性本身不足以确立归纳的基础，休谟暗示归纳必须通过想象来完成。人们并不是通过先验推理进行归纳推论，而是通过心灵自动采取的想象步骤来进行归纳推论。
休谟并不质疑人类心灵自动执行归纳的能力，而是希望更清楚地展示人类推断在多大程度上依赖于归纳——而不是先验推理。他不否认未来使用归纳的方法，而是表明它与演绎推理不同，有助于确立因果关系，并希望更深入地探讨其有效性。休谟本人并没有为归纳问题提供解决方案。他促使其他思想家和逻辑学家为归纳的有效性辩护，视其为哲学中持续存在的难题。确立归纳有效性的一个关键问题在于，人们倾向于将归纳推论本身作为一种证明形式。这是因为人们通常通过指出过去许多次归纳证明是准确的来证明归纳的有效性。例如，有人可能会认为，在未来使用归纳推论是有效的，因为这种推理在过去得出了准确的结果。然而，这种论点本身依赖于一个归纳前提——即过去归纳有效的观察将意味着未来归纳的观察也会有效。因此，许多对归纳问题的解决方案往往是循环论证。

### 古德曼悖论
美国哲学家纳尔逊·古德曼于1995年在《事实、虚构与预测》一书中的“归纳的新谜题”一章中提出了对归纳问题的不同描述。古德曼提出了新的谓词“Grue（绿蓝）”。某物 {\displaystyle x} 只有在被观察到在某个时点 {\displaystyle t} 之前是绿色的，并且在 {\displaystyle t} 之后被观察到是蓝色的情况下，才被称为“grue”。归纳的“新”问题是，因为我们所见过的所有祖母绿既是绿色的也是grue的，为什么我们假设在时点 t 之后我们会发现绿色而不是grue的祖母绿？这里提出的问题是，在相同条件下，两种不同的归纳结论会是真或假。换句话说：
- 根据大量绿色祖母绿的观察，使用常见语言的人将归纳得出所有祖母绿都是绿色的（因此，他会相信在时点 t 之后他找到的任何祖母绿都会是绿色的）。
- 根据相同的绿色祖母绿观察，使用谓词“grue”的人将归纳得出在时点 t 之后观察到的所有祖母绿都会是蓝色的，尽管他迄今为止只观察到了绿色的祖母绿。

有人可能会用奥卡姆剃刀来辩称绿色比grue更有可能，因为grue的概念比绿色的更复杂。然而，古德曼指出，“grue”这个谓词只因为我们用蓝色和绿色来定义它才显得更复杂。如果我们一直被教导用“Grue”和“Bleen（蓝绿）”（蓝绿是指某物 {\displaystyle x} 是在时点 t 之前是蓝色，在时点 t 之后是绿色）来思考，我们会直觉地认为“绿色”是一个疯狂且复杂的谓词。古德曼认为，我们偏好哪些科学假设取决于哪些谓词在我们的语言中是“牢固的”。
美国哲学家威拉德·范·奥曼·蒯因提供了一个实际的解决方案，通过提出一个形而上学主张，即只有识别出“自然类”（即真实事物的真实属性）的谓词才能在科学假设中合法地使用。英国哲学家罗伊·巴斯卡也提供了一个实际的解决方案。他认为，归纳问题只有在我们否认谓词存在于某物持久性质中的理由的可能性时才会出现。例如，我们知道所有的祖母绿都是绿色的，不是因为我们只见过绿色的祖母绿，而是因为祖母绿的化学成分决定了它们必须是绿色的。如果我们改变了这种结构，它们就不会是绿色的。例如，祖母绿是一种绿色的绿柱石，由微量的铬和有时的钒使其变绿。没有这些微量元素，这些宝石将是无色的。

## 文献
- Leah, Henderson (编). . . 2022 [Winter 2006].
- David Hume. . P.F. Collier & Son. 1910 [1748]  [27 December 2007]. ISBN 978-0-19-825060-9. （原始内容存档于31 December 2007）.
- Wolpert, David. . Neural Computation. 1996, 8 (7): 1341–1390. S2CID 207609360. doi:10.1162/neco.1996.8.7.1341.
- Colin Howson. . Oxford University Press. 2000  [7 January 2008]. ISBN 978-0-19-825038-8.